# 54. Międzynarodowy Festiwal Filmowy w Wenecji
54. Międzynarodowy Festiwal Filmowy w Wenecji odbył się w dniach 27 sierpnia – 6 września 1997 roku. Imprezę otworzył pokaz amerykańskiego filmu Przejrzeć Harry’ego w reżyserii Woody’ego Allena. W konkursie głównym zaprezentowano 18 filmów pochodzących z 13 różnych krajów.
Jury pod przewodnictwem nowozelandzkiej reżyserki Jane Campion przyznało nagrodę główną festiwalu, Złotego Lwa, japońskiemu filmowi Hana-bi w reżyserii Takeshiego Kitano. Drugą nagrodę w konkursie głównym, Nagrodę Specjalną Jury, przyznano włoskiemu filmowi Ból dorastania w reżyserii Paolo Virzìego.
Honorowego Złotego Lwa za całokształt twórczości otrzymali francuski aktor Gérard Depardieu, amerykański reżyser Stanley Kubrick oraz włoska aktorka Alida Valli.

## Członkowie jury

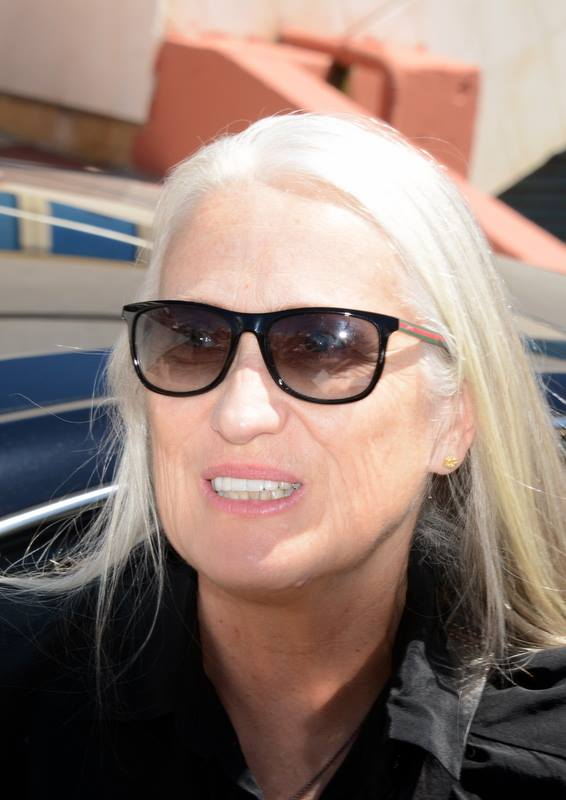
Przewodnicząca jury konkursu głównego Jane Campion.

### Konkurs główny
- Jane Campion, nowozelandzka reżyserka − przewodnicząca jury[8][9]
- Ronald Bass, amerykański scenarzysta
- Véra Belmont, francuska reżyserka i producentka filmowa
- Peter Buchka, niemiecki krytyk filmowy
- Nana Dżordżadze, gruzińska reżyserka
- Idrissa Ouédraogo, burkiński reżyser
- Charlotte Rampling, brytyjska aktorka
- Francesco Rosi, włoski reżyser
- Shin’ya Tsukamoto, japoński reżyser

### Sekcja „Corto Cortissimo”
- Marco Bellocchio, włoski reżyser − przewodniczący jury
- Olivier Assayas, francuski reżyser
- Clare Peploe, brytyjska scenarzystka

## Selekcja oficjalna

### Konkurs główny
Następujące filmy zostały wyselekcjonowane do udziału w konkursie głównym o Złotego Lwa:
| Tytuł polski                           | Tytuł oryginalny                | Reżyseria                                                                              | Kraj produkcji    |
| -------------------------------------- | ------------------------------- | -------------------------------------------------------------------------------------- | ----------------- |
| Chińska szkatułka                      | Chinese Box                     | Wayne Wang                                                                             | Stany Zjednoczone |
| Zaślepiona                             | A ciegas                        | Daniel Calparsoro                                                                      | Hiszpania         |
| Śmiertelnik w windzie                  | Combat de fauves                | Benoît Lamy                                                                            | Belgia            |
| Wokół księżyców między ziemią a morzem | Giro di lune tra terra e mare   | Giuseppe M. Gaudino                                                                    | Włochy            |
| Hana-bi                                | はなび Hana-bi                  | Takeshi Kitano                                                                         | Japonia           |
| Historie miłosne                       | Historie miłosne                | Jerzy Stuhr                                                                            | Polska            |
| Ostatni przyjaciel                     | The Informant                   | Jim McBride                                                                            | Irlandia          |
| Czyszczenie na sucho                   | Nettoyage à sec                 | Anne Fontaine                                                                          | Francja           |
| Niagara, Niagara                       | Niagara, Niagara                | Bob Gosse                                                                              | Stany Zjednoczone |
| Ta jedna noc                           | One Night Stand                 | Mike Figgis                                                                            | Stany Zjednoczone |
| Kości                                  | Ossos                           | Pedro Costa                                                                            | Portugalia        |
| Ostryga i wiatr                        | A Ostra e o Vento               | Walter Lima Jr.                                                                        | Brazylia          |
| Ból dorastania                         | Ovosodo                         | Paolo Virzì                                                                            | Włochy            |
| Siódme niebo                           | Le septième ciel                | Benoît Jacquot                                                                         | Francja           |
| Wezuwianie                             | I vesuviani                     | Pappi Corsicato, Antonio Capuano, Antonietta De Lillo, Stefano Incerti i Mario Martone | Włochy            |
| Zimowy gość                            | The Winter Guest                | Alan Rickman                                                                           | Wielka Brytania   |
| Złodziej                               | Вор Wor                         | Pawieł Czuchraj                                                                        | Rosja             |
| Zachowaj spokój                        | 有话好好说 You hua hao hao shuo | Zhang Yimou                                                                            | Chiny             |

### Pokazy pozakonkursowe
Następujące filmy zostały wyświetlone na festiwalu w ramach pokazów pozakonkursowych i specjalnych:
| Tytuł polski        | Tytuł oryginalny       | Reżyseria              | Kraj produkcji    |
| ------------------- | ---------------------- | ---------------------- | ----------------- |
| Prywatne piekło     | Affliction             | Paul Schrader          | Stany Zjednoczone |
| Air Force One       | Air Force One          | Wolfgang Petersen      | Stany Zjednoczone |
| Cop Land            | Cop Land               | James Mangold          | Stany Zjednoczone |
| Kłamca              | Deceiver               | Jonas Pate i Josh Pate | Stany Zjednoczone |
| Przejrzeć Harry’ego | Deconstructing Harry   | Woody Allen            | Stany Zjednoczone |
| Playback            | Héroïnes               | Gérard Krawczyk        | Francja           |
| Markiza             | Marquise               | Véra Belmont           | Francja           |
| Mutant              | Mimic                  | Guillermo del Toro     | Stany Zjednoczone |
| Podróż panny młodej | Il viaggio della sposa | Sergio Rubini          | Włochy            |

## Laureaci nagród

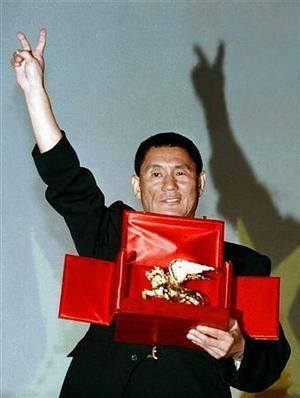
Takeshi Kitano ze Złotym Lwem za film Hana-bi.

### Konkurs główny
Złoty Lew
- Hana-bi, reż. Takeshi Kitano

Nagroda Specjalna Jury
- Ból dorastania, reż. Paolo Virzì

Puchar Volpiego dla najlepszej aktorki
- Robin Tunney − Niagara, Niagara

Puchar Volpiego dla najlepszego aktora
- Wesley Snipes − Ta jedna noc

Złota Osella za najlepszy scenariusz
- Anne Fontaine i Gilles Taurand − Czyszczenie na sucho

Złota Osella za najlepsze zdjęcia
- Emmanuel Machuel − Kości

Złota Osella za najlepszą muzykę
- Graeme Revell − Chińska szkatułka

### Wybrane pozostałe nagrody
Nagroda im. Luigiego De Laurentiisa za najlepszy debiut reżyserski
- Umrzeć za Tano, reż. Roberta Torre

Złoty Medal Przewodniczącego Senatu Włoch
- Złodziej, reż. Pawieł Czuchraj

Nagroda FIPRESCI
- Konkurs główny:  Historie miłosne, reż. Jerzy Stuhr
- Sekcje paralelne:  Okrągły tydzień, reż. Shane Meadows
  - Wyróżnienie Specjalne:  Gummo, reż. Harmony Korine

Nagroda im. Francesco Pasinettiego (SNGCI – Narodowego Stowarzyszenia Włoskich Krytyków Filmowych)
- Najlepszy włoski film:  Wokół księżyców między ziemią a morzem, reż. Giuseppe M. Gaudino
- Najlepszy włoski aktor:  Edoardo Gabbriellini − Ból dorastania
- Najlepsza włoska aktorka:  Emma Thompson − Zimowy gość (koprodukcja)

Nagroda OCIC (Międzynarodowej Katolickiej Organizacji ds. Filmu i Sztuk Audiowizualnych)
- Zimowy gość, reż. Alan Rickman
  - Wyróżnienie Specjalne:  Historie miłosne, reż. Jerzy Stuhr /  Tunezyjki, reż. Nouri Bouzid

Nagroda UNICEF-u
- Złodziej, reż. Pawieł Czuchraj

Nagroda UNESCO
- Przedziwna historia ścieżki dźwiękowej, reż. Francesca Archibugi

Honorowy Złoty Lew za całokształt twórczości
- Gérard Depardieu
- Stanley Kubrick
- Alida Valli